# フランチェスコ・カッサータ
フランチェスコ・カッサータ（Francesco Cassata, 1997年7月16日 - ）は、イタリア・サルザーナ出身のサッカー選手。スペツィア・カルチョ所属。ポジションはミッドフィールダー。

## 経歴

### クラブ
若くしてエンポリFCにスカウトされ、ユースチームに所属していたが、2015-16シーズンにユヴェントスFCに移籍した。チームのベストプレイヤーとしてトルネオ・ディ・ヴィアレッジョの優勝に貢献した。アスコリ・カルチョにレンタル移籍し、FCプロ・ヴェルチェッリ戦でプロデビューを果たすと、プロ初ゴールも記録した。シーズン36試合に出場し、1ゴールを記録した。
2017年夏にユヴェントスに復帰したが、夏のプレシーズン合宿に招集されず、7月21日にUSサッスオーロ・カルチョに移籍した。10月22日、SPAL戦にマッテオ・ポリターノとの交代で途中出場したが、その3分後にマヌエル・ラッザリへの激しいファールで退場処分を受けた。2018年4月4日、ACキエーヴォ・ヴェローナ戦でフリーキックからミドルシュートを放ち、セリエA初ゴールを挙げた。リーグ戦10試合に出場した。
2018年8月17日、セリエAに昇格したフロジノーネ・カルチョにレンタル移籍した。9月2日、SSラツィオ戦で移籍後初出場し、12月2日のカリアリ・カルチョ戦で移籍後初得点を記録した。2019年4月14日、インテルナツィオナーレ・ミラノ戦ではシーズン2点目のゴールを挙げたものの、試合は1-3で敗れた。
2019年7月26日、ジェノアCFCに買取義務付きのレンタルで移籍した。この移籍と同時に、アレッサンドロ・ルッソがサッスオーロに移籍した。2020年2月23日、SSラツィオ戦でジェノアでの初ゴールを挙げた。

### 代表
2018年9月6日、U-21スロバキア代表戦でU-21イタリア代表デビューを果たした。

## 人物・エピソード
2020年9月30日、新型コロナウイルスの陽性反応が検出された。